# ژانت براکول
ژانت براکول (انگلیسی: Jeanette Brakewell؛ زادهٔ ۴ فوریهٔ ۱۹۷۴) چابک‌سوار، و سوارکار اهل بریتانیا است.